# Леман, Хайнц Герхард
Хайнц Ге́рхард Ле́ман (нем. Heinz Gerhard Lehmann; 20 октября 1921, Кёнигсберг — 8 июня 1995, Берлин) — немецкий шахматист, почётный гроссмейстер (1992).
В составе сборной ФРГ участник 2-х Олимпиад (1958—1960), 1-го командного первенства Европы (1957) и матча ФРГ — СССР (1960).